# Forchhammeria longifolia
Forchhammeria longifolia är en tvåhjärtbladig växtart som beskrevs av Standley. Forchhammeria longifolia ingår i släktet Forchhammeria och familjen Stixaceae. Inga underarter finns listade i Catalogue of Life.